# 陶嵩
陶嵩（？年—？年），號惕斋，浙江处州府缙云县人，民籍，明朝政治人物，進士出身。

## 生平
成化十六年（1480年）庚子科浙江鄉試舉人，二十年（1484年）登甲辰科二甲第三名進士，授工部主事，歷官工部员外郎、郎中。著有《惕斋存稿》。